# Bedford (Massachusetts)
Bedford is een stad in Middlesex County, Massachusetts, Verenigde Staten. Bedford ligt 24 km ten noordwesten van de stad Boston en ongeveer even ver van de kust. Het inwoneraantal van Bedford lag in 2010 op 13.320.

## Geografie
Volgens de United States Census Bureau heeft de stad een oppervlakte van 36 km² waarvan 35 km² land en 0,3 km² water.
Bedford is een tamelijk ronde stad. De omliggende plaatsen zijn (in de richting van de klok, beginnend in het noorden): Billerica, Burlington, Lexington, Lincoln, Concord en Carlisle.
Naast de Concord River, die een deel van de stadsgrens vormt, stroomt de Shawsheen River door de stad. De Vine Brook stroomt vanaf Lexington door Burlington in de Shawsheen in Bedford.

## Geschiedenis
In de jaren 40 van de 19e eeuw werd een grote papierfabriek gebouwd bij de Vine Brook die veel werk bracht in de stad.

## Onderwijs
In Bedford staan 3 scholen voor de kinderen tot 13 jaar.
De ouderen kunnen naar behalve de Bedford High School ook naar de Shawsheen Valley Technical High School. Deze verzorgt niet alleen het High School onderwijs voor Bedford, maar ook voor de omliggende plaatsen Billerica, Burlington, Tewksbury en Wilmington.

## Verkeer

### Wegverkeer
Bedford ligt iets ten noordwesten van de aansluiting van de I-95 (ook bekend als MA-128) met de MA-4/MA-225 (die door Lexington gaat). Belangrijke wegen door de stad zijn onder andere de US-3 (een expresweg) en de MA-62.
De stad wordt met de buslijnen 62 en 62/76 van de MBTA verbonden met Alewife (in Cambridge). Hier kan men overstappen op de Red Line naar Boston.

### Luchtvaart
Nabij Bedford ligt Hanscom Field (IATA: BED, ICAO: KBED), een civiel vliegveld naast de militaire Hanscom Air Force Base.

### Spoor
Een sneeuwstorm op 10 januari 1977 luidde het einde in van het passagiersvervoer op de Lexington Afdeling van de Boston & Maine Railroad. De lijn werd vier jaar later gesloten. In 1991 werd de spoorlijn door de Interstate Commerce Commission aangewezen voor spoorlopen. Hij wordt nu gebruikt voor de Minuteman Bikeway.
Andere historische transportsystemen door Bedford zijn de smalspoor Billerica and Bedford Railroad en de Middlesex Turnpike.